# نسبة القدرة إلى الوزن
تطبق هذه الخاصية للمحركات ومصادر القدرة وذلك للمقارنة بين التصميمات المختلفة. هذه الخاصية تستخدم كمقايس للأداء الفعلي لأي محرك أو مصدر للقدرة. يستخدم أيضا لقياس اداء المركبات حيث يتم قسمة القدرة الخارجة من المحرك على وزنه. يقوم المصنع بوضع قيمتها عند أكبر قيمة لها ولكن عند الاستخدام تختلف القيمة الفعلية مما تؤثر على الاداء.
مقلوب هذه النسبة ينتج عنه نسبة بين الوزن والقدرة التي تطبق على مركبات الفضاء، السيارات والمركبات عموما كي نتمكن من عمل مقارنة بين أداء المركبات المختلفة. نسبة القدرة إلى الوزن تساوي حاصل ضرب الدفع لوحدة الكتل وسرعة المركبة.

## القدرة إلى الوزن (القدرة المحددة)
القدرة المحددة هي خارج قسمة القدرة المتولدة بواسطة المحرك والكتلة.
محرك ديزل له 8 أسطوانات مع تربو تكون القدرة الخارجة منه 250 كيلو وات (340 حصان) وكتلة تساوي 380 كجم وتعطي نسبة القدرة للوزن وتساوي .65 كيلو وات/كجم.
تتواجد أمثلة لهذه النسبة العالية في التربينات. هذا لقدرتها على العمل عند سرعات عالية جدا. على سبيل المثال، المحرك الأساسي لمكوك فضاء يستخد مضخة توربينية (مضخة تعمل بمحرك توربيني) لتغذية وقود الدفع (سائل الأكسجين والهيدروجين) إلى غرفة احتراق المحرك. المضخة التوربينية لسائل الهيدروجين يكون لها حجم في حجم محرك السيارة يزن 352 كجم ينتج حوالي 72,000 حصان ويكن نسبة القدرة للوزن 153 كيلووات/كجم.

### التفسير المادي (الفيزيائي)
في الميكانيكا الكلاسيكية، القدرة اللحظية هي قمية متوسط الشغل الناتج لوحدة الزمن. عندما يقترب الزمن  Δt من الصفر فإن:
{\displaystyle P=\lim _{\Delta t\rightarrow 0}{\tfrac {\Delta W(t)}{\Delta t}}=\lim _{\Delta t\rightarrow 0}P_{\mathrm {avg} }\,}
الوحدة المترية لنسبة القدرة للوزن هي  {\displaystyle {\tfrac {W}{kg}}\;}  وتساوي{\displaystyle {\tfrac {m^{2}}{s^{3}}}\;}

#### قوة الدفع
إذا كان الشغل الذي يجب بذله هو جسم له حركة خطية وله كتلة ثابتة m و مركزالثقل له يتم تسريعه في خط مستقيم إلى سرعة {\displaystyle |\mathbf {v} (t)|\;}{\displaystyle \phi \;} .
وتكن طاقة الحركة التي تصل للجسم تساوي:
{\displaystyle E_{K}={\tfrac {1}{2}}m|\mathbf {v} (t)|^{2}}
حيث:
{\displaystyle m\;}  كتلة الجسم.
{\displaystyle |\mathbf {v} (t)|\;} هي سرعة مركز الثقل للجسم وتتغير مع الزمن.
قوة الدفع/الجذب الميكانيكية التي تصل للجسم تساوي:
{\displaystyle P_{K}={\tfrac {1}{2}}m2|\mathbf {v} (t)|\lim _{\Delta t\rightarrow 0}{\tfrac {\Delta |\mathbf {v} (t)|}{\Delta t}}=m\mathbf {a} (t)\cdot \mathbf {v} (t)=\mathbf {F} (t)\cdot \mathbf {v} (t)=\mathbf {\tau } (t)\cdot \mathbf {\omega } (t)}
حيث:
{\displaystyle \mathbf {a} (t)\;} هي عجلة مركز ثقل الجسم تتغير مع الزمن.
{\displaystyle \mathbf {F} (t)\;} هي قوة خطية أو الدفع على مركز ثقل الجسم يتغير مع الزمن.
{\displaystyle \mathbf {v} (t)\;} هي سرعة مركز ثقل الجسم تتغير مع الزمن.
{\displaystyle \mathbf {\tau } (t)\;} هو العزم المؤثر على مركز ثقل الجسم يتغير مع الزمن.
{\displaystyle \mathbf {\omega } (t)\;} هي السرعة الزاوية لمركز ثقل الجسم تتغير مع الزمن.
في الدفع، تسلم القدرة إذا كانت المحطة في حالة التشغيل ويتم نقلها كي تسبب حركة للجسم. نفرض ان ناقل الحركة الميكانيكي يسمح للمحطة كي تعمل عن أقصى قدرة خارجة. هذا الفرض يسمح بضبط المحرك كى يتم التسويق له عند مدى القدرة وكتلة المحرك. المحركات الكهربية لا تعاني من هذا فبدلا من هذا يتم التسويق لعزمهم الكبير للشد عند السرعات المنخفضة.نسبة القدرة إلى الوزن تكون:
{\displaystyle {\mbox{P-to-W}}={\frac {|\mathbf {a} (t)||\mathbf {v} (t)|}{|\mathbf {g} |}}\;}
حيث:
{\displaystyle |\mathbf {v} (t)|\;} هي السرعة الخطية لمركز ثقل الجسم.

#### قدرة المحرك
القدرة الفعلية لأي محرك جذب يمكن حسابها بواسطة دينامومتر كي يقيس العزم والسرعة الدورانية.
القدرة القصوى للجذب تحدث عند سرعة دوران أكبر من السرعة التي عندها العزم يكون أكبر ما يمكن. الانحدار السريع لمنحنى العزم ينتج عنه وصول القدرة إلى أقصاها عند نفس السرعة الدورانية.

## أمثلة

### محركات

#### المحرك الحراري والمضخة الحرارية
تتكون الطاقة الحرارية من طاقة الحركة الجزيئية و الطاقة الكامنة.  يستطيع المحرك الحراري تحويل الطاقة الحرارية والتي تتواجد في صورة فرق في درجات حرارة بين مصدرين أحدهما ساخن والآخر بارد إلى شغل ميكانيكي. تقوم المضخات الحرارية بإعادة تحويل الشغل الميكانيكي إلى طاقة حرارية.
| نوع المحرك الحراري/المضخة الحرارية                                             | أقصى قدرة خرج  | أقصى قدرة خرج  | نسبة القدرة إلى الوزن | نسبة القدرة إلى الوزن | أمثلة                                         |
| نوع المحرك الحراري/المضخة الحرارية                                             | وحدات دولية    | وحدات إنجليزية | وحدات دولية           | وحدات إنجليزية        | أمثلة                                         |
| ------------------------------------------------------------------------------ | -------------- | -------------- | --------------------- | --------------------- | --------------------------------------------- |
| فارىسيلا سولزر: 14 أسطوانة مستقيمة، ديزل، ثنائي الشوط، بشاحن عنفي              | 80080 كيلووات  | 108,920 حصان   | 0.03 كيلووات/كجم      | 0.02 حصان/باوند       | سفينة حاويات إيما ميرسك                       |
| سوزوكي 538 سم3: أوتّو، شكل V-التوأم، رباعي الأشواط، وقوديّ                       | 19 كيلووات     | 25 حصان        | 0.27 كيلووات/كجم      | 0.16 حصان/باوند       |                                               |
| وزارة الطاقة الأمريكية/ناسا/0032-28 مود 2 502 سم3 - محرك ستيرلينغ وقودي        | 62.3 كيلووات   | 83.5 حصان      | 0.30 كيلووات/كجم      | 0.18 حصان/باوند       |                                               |
| جنرال موتورز 6.6 لتر - محرك ديزل، دوراماكس شكل V ثماني الاسطوانات، بشاحن عنفي  | 246 كيلووات    | 330 حصان       | 0.65 كيلووات/كجم      | 0.40 حصان/باوند       | شيفروليه كودياك[•], شيفروليه كودياك[•]        |
| جنكرز جومو 205: اسطوانات متقابلة - شوطين - ديزل                                | 647 كيلووات    | 867 حصان       | 1.1 كيلووات/كجم       | 0.66 حصان/باوند       | يونكرز يو 86                                  |
| جنرال إلكتريك LM2500: توربيني - برايتون - عنفة غازية                           | 30,200 كيلووات | 40,500 حصان    | 1.31 كيلووات/كجم      | 0.80 حصان/باوند       | آر إم إس كوين ماري 2 عابرة محيط منتظمة        |
| وانكل مازدا: 1.3 لتر - فانكل                                                   | 184 كيلووات    | 247 حصان       | 1.5 كيلووات/كجم       | 0.92 حصان/باوند       | مازدا أر إكس-8[•]                             |
| برات آند ويتني R-4360: 28 أسطوانة - شاحن توربيني فائق - شعاعي                  | 3,210 كيلووات  | 4,300 حصان     | 1.83 كيلووات/كجم      | 1.11 حصان/باوند       | بوينغ بي-50 سوبرفورترس، كونفير بي-36          |
| برات آند ويتني R-4360: 28 أسطوانة - شاحن توربيني فائق - شعاعي                  | 3,210 كيلووات  | 4,300 حصان     | 1.83 كيلووات/كجم      | 1.11 حصان/باوند       | بوينغ سي-97 سترتوفريتر                        |
| برات آند ويتني R-4360: 28 أسطوانة - شاحن توربيني فائق - شعاعي                  | 3,210 كيلووات  | 4,300 حصان     | 1.83 كيلووات/كجم      | 1.11 حصان/باوند       | إتش-4 هيركوليز "Spruce Goose"                 |
| رايت آر-3350 دوبلكس سيكلون: 54.57 لتر - 18 أسطوانة - شاحن توربيني فائق - شعاعي | 2,535 كيلووات  | 3,400 حصان     | 2.09 كيلووات/كجم      | 1.27 حصان/باوند       | بوينغ بي-29 سوبر فورترس، دوغلاس دي سي-7       |
| رايت آر-3350 دوبلكس سيكلون: 54.57 لتر - 18 أسطوانة - شاحن توربيني فائق - شعاعي | 2,535 كيلووات  | 3,400 حصان     | 2.09 كيلووات/كجم      | 1.27 حصان/باوند       | بوينغ سي-97 سترتوفريتر                        |
| أو إس: 4.97 سم مكعب - طائرة بدون طيار - محرك فانكل                             | 0.934 كيلووات  | 1.252 حصان     | 2.8 كيلووات/كجم       | 1.7 حصان/باوند        |                                               |
| جيت كات SPT10-RX-H: طائرة بدون طيار - عمود دوران توربيني                       | 9 كيلووات      | 12 حصان        | 3.67 كيلووات/كجم      | 2.24 حصان/باوند       |                                               |
| جنرال إلكتريك LM6000: عمود دوران توربيني - برايتون - عنفة غازية                | 44,700 كيلووات | 59,900 حصان    | 5.67 كيلووات/كجم      | 3.38 حصان/باوند       |                                               |
| جنرال إلكتريك: سي إف 6 - برايتون - عنفي مروحي - نفاث                           | 44,700 كيلووات | 59,900 حصان    | 5.67 كيلووات/كجم      | 3.38 حصان/باوند       | بوينغ بوينغ 747[•], بوينغ 767، إيرباص إيه 300 |
| بي إم دبليو P84/5 2005: في 10 - 3 لتر - أوتو                                   | 690 كيلووات    | 925 حصان       | 7.5 كيلووات/كجم       | 4.6 حصان/باوند        |                                               |
| بي إم دبليو: 1.490 لتر - إم 12 - 1987 - أوتو                                   | 1030 كيلووات   | 1,400 حصان     | 8.25 كيلووات/كجم      | 5.07 حصان/باوند       |                                               |
| جنرال إلكتريك جي إي 90: برايتون - عنفي مروحي - نفاث                            | 83,164 كيلووات | 111,526 حصان   | 10.0 كيلووات/كجم      | 6.10 حصان/باوند       | بوينغ 777                                     |

#### المحرك الكهربي
يستخدم ا لمحرك الكهربي الطاقة الكهربية لتوليد الشغل الميكانيكي حيث عادة من خلال تقاطع بين المجال المغناطيسي والموصلات الحاملة للتيار. 
تتولد الطاقة الكهربية من خلال التفاعل الحادث بين الشغل الميكانيكي والموصل الكهربي الموجود بالمجال المغناطيسي.
| نوع المحرك الكهربائي                                                        | الوزن       | الوزن          | أقصى قدرة خرج | أقصى قدرة خرج  | نسبة القدرة إلى الوزن | نسبة القدرة إلى الوزن | مثال على استخدامه                               |
| نوع المحرك الكهربائي                                                        | وحدات دولية | وحدات إنجليزية | وحدات دولية   | وحدات إنجليزية | كيلووات/كجم           | حصان/باوند            | مثال على استخدامه                               |
| --------------------------------------------------------------------------- | ----------- | -------------- | ------------- | -------------- | --------------------- | --------------------- | ----------------------------------------------- |
| باناسونيك MSMA202S1G:تيار متردد - سيرفو                                     | 6.5 كـغ     | 14 رطل         | 2 كـو         | 2.7 حصان       | 0.31 كيلووات/كجم      | 0.19 حصان/باوند       | سير ناقل روبوتية                                |
| توشيبا 660 MVA: يبرد بالماء - 23 كيلوفولت - مولد تربو                       | 1,342 t     | 2,959,000 رطل  | 660 مجو       | 890,000 حصان   | 0.49 كيلووات/كجم      | 0.30 حصان/باوند       | محطة طاقة وقود أحفوري محطة توليد طاقة كهربائيةs |
| كانوبي تيك سيبريس: 32 ميغا وات 15 كيلو فولت تيار متردد مغناطيس مولد كهربائي | 33,557 كـغ  | 73,981 رطل     | 32 مجو        | 43,000 حصان    | 0.95 كيلووات/كجم      | 0.58 حصان/باوند       |                                                 |
| تويوتا الكهربي: مغناطيس نيوديميوم حديد بورون                                | 36.3 كـغ    | 80 رطل         | 50 كـو        | 67 حصان        | 1.37 كيلووات/كجم      | 0.84 حصان/باوند       | تويوتا بريوس[•] 2004                            |
| هيماكس HC6332-250: عديم المسفرات                                            | 0.45 كـغ    | 0.99 رطل       | 1.7 كـو       | 2.3 حصان       | 3.78 كيلووات/كجم      | 2.30 حصان/باوند       |                                                 |
| هاي-با درايف إتش بي دي 40: عديم المسفرات                                    | 25 كـغ      | 55 رطل         | 120 كـو       | 160 حصان       | 4.8 كيلووات/كجم       | 2.92 حصان/باوند       | ميني (بي إم دبليو) فورد السلسلة إف              |
| إلكتريفلاي GPMG4805: كهربائي عديم المسفرات                                  | 1.48 كـغ    | 3.3 رطل        | 8.4 كـو       | 11.3 حصان      | 5.68 كيلووات/كجم      | 3.45 حصان/باوند       | طيران لاسلكي                                    |
| YASA-400                                                                    | 24 كـغ      | 53 رطل         | 165 كـو       | 221 حصان       | 6.875 كيلووات/كجم     | 4.18 حصان/باوند       | مركبة كهربائية                                  |
| إلكتريفلاي GPMG5220: كهربائي عديم المسفرات                                  | 0.133 كـغ   | 0.29 رطل       | 1.035 كـو     | 1.388 حصان     | 7.78 كيلووات/كجم      | 4.73 حصان/باوند       | طيران لاسلكي                                    |
| ريمي HVH250-090-POC3: كهربائي عديم المسفرات                                 | 33.5 كـغ    | 74 رطل         | 297 كـو       | 398 حصان       | 8.87 كيلووات/كجم      | 5.39 حصان/باوند       | مركبة كهربائية                                  |
| EMRAX268                                                                    | 19.9 كـغ    | 44 رطل         | 200 كـو       | 270 حصان       | 10.05 كيلووات/كجم     | 6.12 حصان/باوند       |                                                 |

#### محركات المائع ومضخات المائع
يمكن استخدام الموائع (غاز/ سائل) لنقل وتخزين الطاقة باستخدام الضغط وخصائص المائع الأخرى. تحول المحركات الهيدروليكية والهوائية (penumatic) طاقة الضغط إلى شغل ميكانيكي أو كهربي. تقوم مضخات الموائع بتحويل الشغل الميكانيكي أو الكهربي إلى حركة أو تغير في ضغط المائع أو التخزين في وعاء الضغط. 
| النوع                                                | الوزن الصافي | الوزن الصافي   | أقصى قدرة خرج | أقصى قدرة خرج  | نسبة القدرة إلى الوزن | نسبة القدرة إلى الوزن |
| النوع                                                | وحدات دولية  | وحدات إنجليزية | وحدات دولية   | وحدات إنجليزية | وحدات دولية           | وحدات إنجليزية        |
| ---------------------------------------------------- | ------------ | -------------- | ------------- | -------------- | --------------------- | --------------------- |
| بلاتيباس باور كيو 2/200 - طاقة مائية - عنفة مائية    | 43 كجم       | 95 باوند       | 2 كيلووات     | 2.7 حصان       | 0.047 كيلووات/كجم     | 0.029 حصان/باوند      |
| بلاتيباس باور بي بي 20/200 - طاقة مائية - عنفة مائية | 330 كجم      | 728 باوند      | 20 كيلووات    | 27 حصان        | 0.060 كيلووات/كجم     | 0.037 حصان/باوند      |
| أطلس كوبكو إل زد إل 35 - محرك هوائي                  | 20 كجم       | 44.1 باوند     | 6.5 كيلووات   | 8.7 حصان       | 0.33 كيلووات/كجم      | 0.20 حصان/باوند       |
| أطلس كوبكو إل زد بي 14 - محرك هوائي                  | 0.30 كجم     | 0.66 باوند     | 0.16 كيلووات  | 0.22 حصان      | 0.53 كيلووات/كجم      | 0.33 حصان/باوند       |
| بوش 0 607 954 307 - محرك هوائي                       | 0.32 كجم     | 0.71 باوند     | 0.1 كيلووات   | 0.13 حصان      | 0.31 كيلووات/كجم      | 0.19 حصان/باوند       |
| أطلس كوبكو إل زد بي 46 - محرك هوائي                  | 1.2 كجم      | 2.65 باوند     | 0.84 كيلووات  | 1.13 حصان      | 0.7 كيلووات/كجم       | 0.43 حصان/باوند       |
| بوش 0 607 957 307 - محرك هوائي                       | 1.7 كجم      | 3.7 باوند      | 0.74 كيلووات  | 0.99 حصان      | 0.44 كيلووات/كجم      | 0.26 حصان/باوند       |
| إس إيه آي جي إم 7 - محرك هيدروليكي                   | 300 كجم      | 661 باوند      | 250 كيلووات   | 335 حصان       | 0.83 كيلووات/كجم      | 0.50 حصان/باوند       |
| إس إيه آي جي إم 3 - محرك هيدروليكي                   | 15 كجم       | 33 باوند       | 15 كيلووات    | 20 حصان        | 1 كيلووات/كجم         | 0.61 حصان/باوند       |
| دينيسون غولد كب بي 14 - محرك هيدروليكي               | 110 كجم      | 250 باوند      | 384 كيلووات   | 509 حصان       | 3.5 كيلووات/كجم       | 2.0 حصان/باوند        |
| دينيسون تي بي - مضخة هيدروليكية                      | 7 كجم        | 15 باوند       | 40.2 كيلووات  | 53.9 حصان      | 5.7 كيلووات/كجم       | 3.6 حصان/باوند        |

#### مولدات كهروحرارية ومحركات كهروحرارية
يمكن استخدام تأثيرات مختلفة لإنتاج الظاهرة الكهروحرارية، الانبعاث الأيوني الحراري، الكهربية الحرارية للمواد والكهرباء الانضغاطية. المقاومة الكهربية والمغناطيسية الحديدية للمواد يمكن استخدامها لتوليد الطاقة الصوتية الحرارية من التيار الكهربي.
| نوع المولد / المحرك الكهروحراري                      | الوزن الصافي | الوزن الصافي | أقصى طاقة خرج | أقصى طاقة خرج | نسبة القدرة إلى الوزن | نسبة القدرة إلى الوزن | مثال على استخدامه                  |
| ---------------------------------------------------- | ------------ | ------------ | ------------- | ------------- | --------------------- | --------------------- | ---------------------------------- |
| Teledyne 238Pu GPHS-RTG 1980                         | 56 كجم       | 123 باوند    | 285 وات       | 0.39 حصان     | 5.09 وات/كجم          | 0.003 حصان/باوند      | مسبار غاليليو، مسبار نيو هورايزونز |
| Boeing 238Pu بطارية النظائر المشعة متعددة المهام MSL | 44.1 كجم     | 97.2 باوند   | 123 وات       | 0.16 حصان     | 2.79 وات/كجم          | 0.002 حصان/باوند      | مختبر علوم المريخ                  |
| HZ-20 thermoelectric module                          | 0.115 كجم    | 0.254 باوند  | 19 وات        | 0.025 حصان    | 165 وات/كجم           | 0.098 حصان/باوند      |                                    |

### خلايا كهرواستاتيكية وكهروكيميائية

#### البطاريات (الخلايا المغلقة)
توصل بطاريات الخلية الكهروكيميائية فرق جهد حيث أن التركيب الكيميائي لهم يتغير من مشحون إلى غير مشحون. الجهد الاسمي الخارج وجهد القطع يتم تحديدهم عن طريق مصنع البطارية. جهد الخرج يصل إلى جهد القطع عندما تكون البطارية غير مشحونة. الجهد الاسمي الخارج دائما ما يكون أقل من الجهد الناتج من الدائرة عندما تكون البطارية مشحونة. تؤثر درجة حرارة البطارية على القدرة الخارجة منها حيث تنتج قدرة أقل عندما تكون درجة الحرارة منخفضة. الطاقة الكلية الخارجة من دائرة مشحونة تتأثر بدرجة حرارة البطارية والقدرة الخارجة منها. إذا انخفضت درحة الحرارة أو زادت القدرة المطلوبة فإن الطاقة الكلية التي يتم توصيلها تقل.
| نوع البطارية                                                                          | جهد كهربائي | درجة الحرارة      | نسبة الطاقة إلى الوزن                       | نسبة القدرة إلى الوزن                  |
| ------------------------------------------------------------------------------------- | ----------- | ----------------- | ------------------------------------------- | -------------------------------------- |
| إنرجيزر 675: بطارية خالية من الزئبق                                                   | 1.4 فولت    | 21 درجة مئوية     | 1,645 كيلوجول/كجم إلى 0.9 فولت              | 1.65 وات/كجم 2.24 مللي أمبير           |
| دوراثونNaMx A2: بطارية ملحية مزودة لامنقطعة للطاقة                                    | 54.2 فولت   | -40–65 درجة مئوية | 342 كيلوجول/كجم إلى 37.8 فولت               | 15.8 وات/كجم سي/6 (76 أمبير)           |
| باناسونيك R03 AAA: بطارية زنك-كربون                                                   | 1.5 فولت    | 20±2 درجة مئوية   | 47 كيلوجول/كجم 20 مللي أمبير إلى 0.9 فولت   | 3.3 وات/كجم 20 مللي أمبير              |
| باناسونيك R03 AAA: بطارية زنك-كربون                                                   | 1.5 فولت    | 20±2 درجة مئوية   | 88 كيلوجول/كجم 150 مللي أمبير إلى 0.9 فولت  | 24 وات/كجم 150 مللي أمبير              |
| إيغل بيشر SAR-10081: 60 أمبير ساعة 22-خلية - بطارية نيكل-هيدروجين                     | 27.7 فولت   | 10 درجة مئوية     | 192 كيلوجول/كجم C/2 إلى 22 فولت             | 23 وات/كجم سي/2                        |
| إيغل بيشر SAR-10081: 60 أمبير ساعة 22-خلية - بطارية نيكل-هيدروجين                     | 27.7 فولت   | 10 درجة مئوية     | 165 كيلوجول/كجم C/1 إلى 22 فولت             | 46 وات/كجم سي/1                        |
| كلايتون باور: 400 أمبير ساعة بطارية ليثيوم-أيون                                       | 12فولت      |                   | 617 كيلوجول/كجم                             | 85.7 وات/كجم سي/1 (175 أمبير)          |
| إنرجيزر 522 بريسماتيك - بطارية زنك–أكسيد المنغنيز الرباعي قلوية                       | 9 فولت      | 21 درجة مئوية     | 444 كيلوجول/كجم 25 مللي أمبير إلى 4.8 فولت  | 4.9 وات/كجم 25 مللي أمبير              |
| إنرجيزر 522 بريسماتيك - بطارية زنك–أكسيد المنغنيز الرباعي قلوية                       | 9 فولت      | 21 درجة مئوية     | 340 كيلوجول/كجم 100 مللي أمبير إلى 4.8 فولت | 19.7 وات/كجم 100 مللي أمبير            |
| إنرجيزر 522 بريسماتيك - بطارية زنك–أكسيد المنغنيز الرباعي قلوية                       | 9 فولت      | 21 درجة مئوية     | 221 كيلوجول/كجم 500 مللي أمبير إلى 4.8 فولت | 99 وات/كجم 500 مللي أمبير              |
| باناسونيك HHR900D - 9.25 أمبير ساعة بطارية نيكل-هيدريد فلز                            | 1.2 فولت    | 20 درجة مئوية     | 209.65 كيلوجول/كجم إلى 0.7 فولت             | 11.7 وات/كجم سي/5                      |
| باناسونيك HHR900D - 9.25 أمبير ساعة بطارية نيكل-هيدريد فلز                            | 1.2 فولت    | 20 درجة مئوية     | 209.65 كيلوجول/كجم إلى 0.7 فولت             | 58.2 وات/كجم سي/1                      |
| باناسونيك HHR900D - 9.25 أمبير ساعة بطارية نيكل-هيدريد فلز                            | 1.2 فولت    | 20 درجة مئوية     | 209.65 كيلوجول/كجم إلى 0.7 فولت             | 116 وات/كجم 2سي                        |
| يو آر آي 1418 أمبير ساعة - بطارية ألمنيوم هوائية                                      | 244.8 فولت  | 60 درجة مئوية     | 4680 كيلوجول/كجم                            | 130.3 وات/كجم (142 أمبير)              |
| إل جي إي 2 - 6 أمبير ساعة - بطارية LiMn2O4 ليثيوم بوليمر                              | 3.8 فولت    | 25 درجة مئوية     | 530.1 كيلوجول/كجم C/2 إلى 3.0 فولت          | 71.25 وات/كجم                          |
| إل جي إي 2 - 6 أمبير ساعة - بطارية LiMn2O4 ليثيوم بوليمر                              | 3.8 فولت    | 25 درجة مئوية     | 513 كيلوجول/كجم 1C إلى 3.0 فولت             | 142.5 وات/كجم                          |
| سافت غروب إس إيه - 45E Fe Super-Phosphate - بطارية فوسفات حديد-ليثيوم                 | 3.3 فولت    | 25 درجة مئوية     | 581 كيلوجول/كجم C إلى 2.5 فولت              | 161 وات/كجم                            |
| سافت غروب إس إيه - 45E Fe Super-Phosphate - بطارية فوسفات حديد-ليثيوم                 | 3.3 فولت    | 25 درجة مئوية     | 560 كيلوجول/كجم 1.14 C إلى 2.0 فولت         | 183 وات/كجم                            |
| سافت غروب إس إيه - 45E Fe Super-Phosphate - بطارية فوسفات حديد-ليثيوم                 | 3.3 فولت    | 25 درجة مئوية     | 0.73 كيلوجول/كجم 2.27 C إلى 1.5 فولت        | 367 وات/كجم                            |
| إنرجيزر - CH35 سي - 1.8 أمبير ساعة - بطارية نيكل-كادميوم                              | 1.2 فولت    | 21 درجة مئوية     | 152 كيلوجول/كجم C/10 إلى 1 فولت             | 4 وات/كجم C/10                         |
| إنرجيزر - CH35 سي - 1.8 أمبير ساعة - بطارية نيكل-كادميوم                              | 1.2 فولت    | 21 درجة مئوية     | 147.1 كيلوجول/كجم 5 C إلى 1 فولت            | 200 وات/كجم 5 C                        |
| فايرفلاي إنيرجي أواسيز FF12D1-G31: 6 خلايا - 105 أمبير ساعة بطارية الجل بطارية الرصاص | 12 فولت     | 25 درجة مئوية     | 142 كيلوجول/كجم C/10 إلى 7.2 فولت           | 4 وات/كجم C/10                         |
| فايرفلاي إنيرجي أواسيز FF12D1-G31: 6 خلايا - 105 أمبير ساعة بطارية الجل بطارية الرصاص | 12 فولت     | -18 درجة مئوية    | 7 كيلوجول/كجم بطارية السيارة إلى 7.2فولت    | 234 وات/كجم بطارية السيارة (625 أمبير) |
| فايرفلاي إنيرجي أواسيز FF12D1-G31: 6 خلايا - 105 أمبير ساعة بطارية الجل بطارية الرصاص | 12 فولت     | 0 درجة مئوية      | 9 كيلوجول/كجم بطارية السيارة إلى 7.2 فولت   | 300 وات/كجم بطارية السيارة (800 أمبير) |
| باناسونيك CGA103450A 1.95Ah LiCoO2: بطارية ليثيوم-أيون                                | 3.7 فولت    | 20 درجة مئوية     | 666 كيلوجول/كجم C/5.3 إلى 2.75 فولت         | 35 وات/كجم C/5.3                       |
| باناسونيك CGA103450A 1.95Ah LiCoO2: بطارية ليثيوم-أيون                                | 3.7 فولت    | 0 درجة مئوية      | 633 كيلوجول/كجم C/1 إلى 2.75 فولت           | 176 وات/كجم C/1                        |
| باناسونيك CGA103450A 1.95Ah LiCoO2: بطارية ليثيوم-أيون                                | 3.7 فولت    | 20 درجة مئوية     | 655 كيلوجول/كجم C/1 إلى 2.75 فولت           | 182 وات/كجم C/1                        |
| باناسونيك CGA103450A 1.95Ah LiCoO2: بطارية ليثيوم-أيون                                | 3.7 فولت    | 20 درجة مئوية     | 641 كيلوجول/كجم 2C إلى 2.75 فولت            | 356 وات/كجم 2C                         |
| سيون باور - 2.5 أمبير ساعة - بطارية ليثيوم-أيون                                       | 2.15 فولت   | 25 درجة مئوية     | 1260 كيلوجول/كجم                            | 70 وات/كجم C/5                         |
| سيون باور - 2.5 أمبير ساعة - بطارية ليثيوم-أيون                                       | 2.15 فولت   | 25 درجة مئوية     | 1209 كيلوجول/كجم                            | 672 وات/كجم 2C                         |
| ستانفورد - بطارية بوتاسيوم آيون                                                       | 1.35 فولت   | درجة حرارة الغرفة | 54 كيلوجول/كجم                              | 13.8 وات/كجم C/1                       |
| ستانفورد - بطارية بوتاسيوم آيون                                                       | 1.35 فولت   | درجة حرارة الغرفة | 50 كيلوجول/كجم                              | 138 وات/كجم 10C                        |
| ستانفورد - بطارية بوتاسيوم آيون                                                       | 1.35 فولت   | درجة حرارة الغرفة | 39 كيلوجول/كجم                              | 693 وات/كجم 50C                        |
| توشيبا SCiB : 4.2 أمبير ساعة - بطارية ليثيوم-أيون                                     | 2.4 فولت    | 25 درجة مئوية     | 242 كيلوجول/كجم                             | 67.2 وات/كجم C/1                       |
| توشيبا SCiB : 4.2 أمبير ساعة - بطارية ليثيوم-أيون                                     | 2.4 فولت    | 25 درجة مئوية     | 218 كيلوجول/كجم                             | 4000 وات/كجم 12C                       |
| آيونيكس باور سيستمز - بطارية LiMn2O4 ليثيوم-أيون                                      |             | درجة حرارة المعمل | 270 كيلوجول/كجم                             | 1700 وات/كجم                           |
| آيونيكس باور سيستمز - بطارية LiMn2O4 ليثيوم-أيون                                      |             | درجة حرارة المعمل | 29 كيلوجول/كجم                              | 4900 وات/كجم                           |
| خلية إيه 123 26650 2.3 أمبير ساعة - بطارية فوسفات حديد-ليثيوم ليثيوم-أيون             | 3.3 فولت    | -20 درجة مئوية    | 347 كيلوجول/كجم C/1 إلى 2فولت               | 108 وات/كجم C/1                        |
| خلية إيه 123 26650 2.3 أمبير ساعة - بطارية فوسفات حديد-ليثيوم ليثيوم-أيون             | 3.3 فولت    | 0 درجة مئوية      | 371 كيلوجول/كجم C/1 إلى 2 فولت              | 108 وات/كجم C/1                        |
| خلية إيه 123 26650 2.3 أمبير ساعة - بطارية فوسفات حديد-ليثيوم ليثيوم-أيون             | 3.3 فولت    | 25 درجة مئوية     | 390 كيلوجول/كجم C/1 إلى 2 فولت              | 108 وات/كجم C/1                        |
| خلية إيه 123 26650 2.3 أمبير ساعة - بطارية فوسفات حديد-ليثيوم ليثيوم-أيون             | 3.3 فولت    | 25 درجة مئوية     | 390 كيلوجول/كجم 27C إلى 2 فولت              | 3300 وات/كجم 27C                       |
| خلية إيه 123 26650 2.3 أمبير ساعة - بطارية فوسفات حديد-ليثيوم ليثيوم-أيون             | 3.3 فولت    | 25 درجة مئوية     | 57 كيلوجول/كجم 32C إلى 2 فولت               | 5657 وات/كجم 32C                       |
| سافت غروب في إل 6 أمبير ساعة - بطارية ليثيوم-أيون                                     | 3.65 فولت   | -20 درجة مئوية    | 154 كيلوجول/كجم 30C إلى 2.5 فولت            | 41.4 وات/كجم 30C (180 أمبير)           |
| سافت غروب في إل 6 أمبير ساعة - بطارية ليثيوم-أيون                                     | 3.65 فولت   | -20 درجة مئوية    | 182 كيلوجول/كجم 1C إلى 2.5 فولت             | 67.4 وات/كجم 1C                        |
| سافت غروب في إل 6 أمبير ساعة - بطارية ليثيوم-أيون                                     | 3.65 فولت   | 25 درجة مئوية     | 232 كيلوجول/كجم 1C إلى 2.5 فولت             | 64.4 وات/كجم 1C                        |
| سافت غروب في إل 6 أمبير ساعة - بطارية ليثيوم-أيون                                     | 3.65 فولت   | 25 درجة مئوية     | 233 كيلوجول/كجم 58.3C إلى 2.5 فولت          | 3757 وات/كجم 58.3C (350 أمبير)         |
| سافت غروب في إل 6 أمبير ساعة - بطارية ليثيوم-أيون                                     | 3.65 فولت   | 25 درجة مئوية     | 34 كيلوجول/كجم 267C إلى 2.5 فولت            | 17176 وات/كجم 267C (1.6 كيلو أمبير)    |
| سافت غروب في إل 6 أمبير ساعة - بطارية ليثيوم-أيون                                     | 3.65 فولت   | 25 درجة مئوية     | 4.29 كيلوجول/كجم 333C إلى 2.5 فولت          | 21370 وات/كجم 333C (2 كيلو أمبير)      |

#### مكثفات كهروستاتيكية، تحليل كهربي وكهروكيميائية
تخزن المكثفات الشحنة الكهربية في أقطاب مفصولين بمجال كهربي بوسط عازل. تسنخدم الكثفات الكهرو ستاتيكية مكثفات مستوية حيث تتراكم عليها الشحنة الكهربية. يستخدم المكثف الكهرلى قطب سائل كأحد الأقطاب المستخدمة والتأثير الكهربي مزدوج الطبقة (electric double layer effect) على سطح الوسط العازل لزيادة كمية الشحنة المختزنة لوحدة الحجوم.
الآلات تعتمد المكثفات على درجة الحرارة بعكس البطاريات. نسبة لقدرة إلى الوزن بالمكثفات تكون أكبر من البطاريات.
| نوع المكثف                                         | سعة كهربية   | جهد كهربائي | درجة حرارة    | نسبة الطاقة إلى الوزن           | نسبة القدرة إلى الوزن               |
| -------------------------------------------------- | ------------ | ----------- | ------------- | ------------------------------- | ----------------------------------- |
| ACT Premlis Lithium ion capacitor                  | 2000 فاراد   | 4.0 فولت    | 25 درجة مئوية | 54 كيلوجول/كجم إلى 2.0 فولت     | 44.4 وات/كجم عند 5 أمبير            |
| ACT Premlis Lithium ion capacitor                  | 2000 فاراد   | 4.0 فولت    | 25 درجة مئوية | 31 كيلوجول/كجم إلى 2.0 فولت     | 850 وات/كجم عند 10 أمبير            |
| Nesccap Electric double-layer capacitor            | 5000 فاراد   | 2.7 فولت    | 25 درجة مئوية | 19.58 كيلوجول/كجم إلى 1.35 فولت | 5.44 وات/كجم C/1 (1.875 أمبير)      |
| Nesccap Electric double-layer capacitor            | 5000 فاراد   | 2.7 فولت    | 25 درجة مئوية | 5.2 كيلوجول/كجم إلى 1.35 فولت   | 5,200 وات/كجم عند 2,547 أمبير       |
| EEStor EESU barium titanate supercapacitor         | 30.693 فاراد | 3500 فولت   | 85 درجة مئوية | 1471.98 كيلوجول/كجم             | 80.35 وات/كجم C/5                   |
| EEStor EESU barium titanate supercapacitor         | 30.693 فاراد | 3500 فولت   | 85 درجة مئوية | 1471.98 كيلوجول/كجم             | 8,035 وات/كجم 20 C                  |
| General Atomics 3330CMX2205 High Voltage Capacitor | 20.5 فاراد   | 3300 فولت   | غ/م           | 2.3 كيلوجول/كجم                 | 6.8 ميغا وات/كجم عند 100 كيلو أمبير |

#### حزم خلايا الوقود وبطاريات الخلايا المتدفقة
على الرغم من تشابه خلايا الوقود وخلايا التدفق بالبطاريات إلا أنهم يختلفوا في عدم احتوائها على وسط لتخزين الطاقة أو الوقود. مع استمرار تدفق الوقود والأكاسيد فإن الخلايا تحول الطاقة المختزنة إلى طاقة كهربية ومنتجات ضائعة.  خلية وقود.
| نوع خلية الوقود                                    | الوزن الصافي | نسبة القدرة إلى الوزن            | مثال على الاستخدام             |
| -------------------------------------------------- | ------------ | -------------------------------- | ------------------------------ |
| Redflow Power+BOS ZB600 10kWh ZBB                  | 900 كجم      | 5.6 وات/كجم (قصوى: 9.3 وات/كجم)  |                                |
| Ceramic Fuel Cells BlueGen MG 2.0 CHP SOFC         | 200 كجم      | 10 وات/كجم                       |                                |
| Ceramic Fuel Cells BlueGen MG 2.0 CHP SOFC         | 200 كجم      | 15 وات/كجم توليد مشترك           |                                |
| MTU Friedrichshafen 240 kW MCFC HotModule 2006     | 20,000 كجم   | 12 وات/كجم                       |                                |
| Smart Fuel Cell Jenny 600S 25W DMFC                | 1.7 كجم      | 14.7 وات/كجم                     | الإلكترونيات العسكرية المحمولة |
| UTC Power PureCell 400 kW PAFC                     | 27,216 كجم   | 14.7 وات/كجم                     |                                |
| GEFC 50V50A-VRB Vanadium redox battery             | 80 كجم       | 31.3 وات/كجم (قصوى: 125 وات/كجم) |                                |
| Ballard Power Systems Xcellsis HY-205 205 kW PEMFC | 2,170 كجم    | 94.5 وات/كجم                     | مرسيدس-بنز سيتارو O530BZ[•]    |
| UTC Power/NASA 12 kW AFC                           | 122 كجم      | 98 وات/كجم                       |                                |
| Ballard Power Systems FCgen-1030 1.2 kW CHP PEMFC  | 12 كجم       | 100 وات/كجم                      |                                |
| Ballard Power Systems FCvelocity-HD6 150 kW PEMFC  | 400 كجم      | 375 وات/كجم                      |                                |
| NASA Glenn Research Center 50 W SOFC               | 0.071 كجم    | 700 وات/كجم                      |                                |
| Honda 2003 43 kW FC Stack PEMFC[•]                 | 43 كجم       | 1000 وات/كجم                     | هوندا FCX كلاريتي[•]           |
| Lynntech, Inc. PEMFC lab prototype                 | 0.347 كجم    | 1,500 وات/كجم                    |                                |

### الخلايا الكهروضوئية
| نوع الخلية الكهروضوئية                                                        | نسبة القدرة إلى الوزن                                     |
| ----------------------------------------------------------------------------- | --------------------------------------------------------- |
| Thyssen Solartec 128W Nanocrystalline Si Triplejunction PV module             | 6 وات/كجم                                                 |
| Suntech/UNSW HiPerforma PLUTO220-Udm 220W Ga-F22 Polycrystalline Si PV module | 13.1 وات/كجم (عند الظروف القياسية من الضغط ودرجة الحرارة) |
| Suntech/UNSW HiPerforma PLUTO220-Udm 220W Ga-F22 Polycrystalline Si PV module | 9.64 وات/كجم                                              |
| Global Solar PN16015A 62W CIGS polycrystalline thin film PV module            | 40 وات/كجم                                                |
| Able (AEC) PUMA 6 KW GaInP2/GaAs/Ge-on-Ge Triplejunction PV array             | 65 وات/كجم                                                |
| Current spacecraft grade                                                      | ~77 وات/كجم                                               |
| ITO/InP on Kapton foil                                                        | 2000 وات/كجم                                              |

### المركبات
تحسب نسبة القدرة للوزن عادة باستخدام الوزن الصافي للسيارات أو وزن الدرجات النارية بمستهلكاتها الذي لا يشمل وزن السائق وأى حمولات أخرى. 

#### مركبات الدفع والمركبات الخاصة
يتم تصميم المركبات بصورة تقابل احتياجات الأشخاص ومتطلبات الحمولات. يقوم المصممين بتغيير نسبة القدرة للوزن لزيادة مستوى الراحة، مساحة التخزين، اقتصاد الوقود، التحكم في الانبعاثات وقدرة التحمل. يمكن زيادة مساحة التخزين بالمركبة عن طريق تقليل مقاومة التدحرج ( rolling resistance) بدون تغيير نسبة القدرة للوزن. بعض المركبات مثل الرياضية يتم تغيير نسبة القدرة للوزن كى تقابل احتياجاتها في الاداء والسرعة وغيره. 

##### معدلات منخفضة
| المركبة                                                                          | القدرة                            | وزن المركبة                | نسبة القدرة إلى الوزن          |
| -------------------------------------------------------------------------------- | --------------------------------- | -------------------------- | ------------------------------ |
| بينز باتينت موتورفاغن 954 cc 1886                                                | 560 وات / 0.75 حصان صافي          | 265 كجم / 584 باوند        | 2.1 وات/كجم / 779 حصان/باوند   |
| صاروخ سفنسون 0-2-2 قاطرة بخارية 1829                                             | 15 كيلووات / 20 حصان صافي         | 4,320 كجم / 9524 باوند     | 3.5 وات/كجم / 476 حصان/باوند   |
| قاطرة ديزل مع عربة قطار 1934                                                     | 492 كيلووات / 660 حصان صافي       | 94 طن / 208,000 باوند      | 5.21 وات/كجم / 315 حصان/باوند  |
| ألبيرتو كونتادور's ألبيرتو كونتادور سباق طواف فرنسا 2009                         | 420 W / 0.56 حصان صافي            | 62 كجم / 137 باوند         | 6.7 وات/كجم / 245 حصان/باوند   |
| محركات جبرية، ديزل ميندور 499 سي سي توك توك                                      | 6.6 كيلووات / 8.8 حصان صافي       | 700 كجم / 1543 باوند       | 9 وات/كجم / 175 حصان/باوند     |
| قاطرة بخارية بعربة وقود بي أر أر كيو 2 4-4-6-4 1944                              | 5,956 كيلووات / 7,987 حصان صافي   | 475.9 طن / 1,049,100 باوند | 12.5 وات/كجم / 131 حصان/باوند  |
| مرسيدس-بنز بوقود هيدروجين 2002                                                   | 205 كيلووات / 275 حصان صافي       | 14,500 كجم / 32,000 باوند  | 14.1 وات/كجم / 116 حصان/باوند  |
| قطار فائق السرعة في فرنسا BR نوع 373 1993                                        | 12,240 كيلووات / 16,414 حصان صافي | 816 طن / 1,798,972 باوند   | 15 وات/كجم / 110 حصان/باوند    |
| جنرال ديناميكس إم1 أبرامز دبابة قتالية 1980                                      | 1,119 كيلووات / 1500 حصان صافي    | 55.7 طن / 122,800 باوند    | 20.1 وات/كجم / 81.9 حصان/باوند |
| قطارديزل فائق السرعة نوع 43 1975                                                 | 1,678 كيلووات / 2,250 حصان صافي   | 70.25 طن / 154,875 باوند   | 23.9 وات/كجم / 69 حصان/باوند   |
| قاطرة ديزل كهربية نوع GE AC6000CW                                                | 4,660 كيلووات / 6,250 حصان صافي   | 192 طن / 423,000 باوند     | 24.3 وات/كجم / 68 حصان/باوند   |
| قاطرة ديزل كهربية نوع 55 BR                                                      | 2,460 كيلووات / 3,300 حصان صافي   | 101 طن / 222,667 باوند     | 24.4 وات/كجم / 68 حصان/باوند   |
| CXT الدولية                                                                      | 164 كيلووات / 220 حصان صافي       | 6,577 كجم / 14500 باوند    | 25 وات/كجم / 66 حصان/باوند     |
| فورد موديل تي 2.9 لتر، وقود هجين 1908                                            | 15 كيلووات / 20 حصان صافي         | 540 كجم / 1,200 باوند      | 28 وات/كجم / 60 حصان/باوند     |
| عربة كهربية 2008                                                                 | 30 كيلووات / 40 حصان صافي         | 1038 كجم / 2,288 باوند     | 28.9 وات/كجم / 56.9 حصان/باوند |
| Messerschmitt KR200 Kabinenroller 191 cc 1955                                    | 6 كيلووات / 8.2 حصان صافي         | 230 كجم / 506 باوند        | 30 وات/كجم / 50 حصان/باوند     |
| رايت فلاير 1903                                                                  | 9 كيلووات / 12 حصان صافي          | 274 كجم / 605 باوند        | 33 وات/كجم / 50 حصان/باوند     |
| تاتا نانو 624 2008 سي سي                                                         | 26 كيلووات / 35 حصان صافي         | 635 كجم / 1,400 باوند      | 41.0 وات/كجم / 40 حصان/باوند   |
| قطار فائق السرعة به عنفة بخارية غازية 2000                                       | 3,750 كيلووات / 5,029 حصان صافي   | 90,750 كجم / 200,000 باوند | 41.2 وات/كجم / 39.8 حصان/باوند |
| سوزوكي 543 سي سي 1988                                                            | 23 كيلووات / 31 حصان صافي         | 550 كجم / 1,213 باوند      | 42 وات/كجم / 39 حصان/باوند     |
| ميتسوبيشي 2009                                                                   | 47 كيلووات / 63 حصان صافي         | 1,080 كجم / 2,381 باوند    | 43.5 وات/كجم / 37.8 حصان/باوند |
| هولدن 160 سي سي 1953                                                             | 44.7 كيلووات / 60 حصان صافي       | 1,021 كجم / 2,250 باوند    | 43.8 وات/كجم / 37.5 حصان/باوند |
| شيفروليه كودياك/شيفروليه كودياك 6.6 لتر                                          | 246 كيلووات / 330 حصان صافي       | 5126 كجم / 11,300 باوند    | 48 وات/كجم / 34.2 حصان/باوند   |
| وزارة الطاقة الأمريكية/ناسا/0032-28 شيفورليه 502 سي سي محرك ستيرلينغ Mod II 1985 | 62.3 كيلووات / 83.5 حصان صافي     | 1,297 كجم / 2,860 باوند    | 48.0 وات/كجم / 34.3 حصان/باوند |
| ألتو 796 سي سي 2000                                                              | 35 كيلووات / 46 حصان صافي         | 720 كجم / 1,587 باوند      | 49 وات/كجم / 35 حصان/باوند     |
| ستارتيك لاند روفر ديفندر 2.4 لتر 1990                                            | 90 كيلووات / 121 حصان صافي        | 1,837 كجم / 4,050 باوند    | 49 وات/كجم / 33 حصان/باوند     |

##### شائعة
| المركبة                                                               | القدرة                        | وزن المركبة             | نسبة القدرة إلى الوزن           |
| --------------------------------------------------------------------- | ----------------------------- | ----------------------- | ------------------------------- |
| تويوتا بريوس 1.8 لتر 2010 بترول                                       | 73 كيلووات / 98 حصان صافي     | 1,380 كجم / 3,042 باوند | 53 وات/كجم / 31 حصان/باوند      |
| باجاجا 100 سي سي 2006                                                 | 6 كيلووات / 8 حصان صافي       | 113 كجم / 249 باوند     | 53 وات/كجم / 31 حصان/باوند      |
| سوبارو نوع إس 2003                                                    | 47 كيلووات / 63 حصان صافي     | 830 كجم / 1,830 باوند   | 57 وات/كجم / 29 حصان/باوند      |
| فورد فييستا 1.6 لتر هاتش 2009                                         | 66 كيلووات / 89 حصان صافي     | 1,155 كجم / 2,546 باوند | 57 وات/كجم / 29 حصان/باوند      |
| فولفو سي 30 2006                                                      | 80 كيلووات / 108 حصان صافي    | 1,347 كجم / 2,970 باوند | 59.4 وات/كجم / 27.5 حصان/باوند  |
| فورد فوكوس 1.6 لتر 2009                                               | 81 كيلووات / 108 حصان صافي    | 1,357 كجم / 2,992 باوند | 59.7 وات/كجم / 27 حصان/باوند    |
| فورد فوكوس 1.8لتر زيتك 2009                                           | 84 كيلووات / 113 حصان صافي    | 1,370 كجم / 3,020 باوند | 61 وات/كجم / 27 حصان/باوند      |
| هوندا 4 كجم هيدروجين                                                  | 100 كيلووات / 134 حصان صافي   | 1,600 كجم / 3,528 باوند | 63 وات/كجم / 26 حصان/باوند      |
| همر إتش 1 6.6 لتر في 8                                                | 224 كيلووات / 300 حصان صافي   | 3,559 كجم / 7,847 باوند | 63 وات/كجم / 26 حصان/باوند      |
| أودى 1.4 لتر نوع أس 2003                                              | 66 كيلووات / 89 حصان صافي     | 1,030 كجم / 2,270 باوند | 64 وات/كجم / 25 حصان/باوند      |
| أوبل/فوكسهول (لندن)/هولدن/شيفروليه أوبل آسترا 1.7                     | 92 كيلووات / 123 حصان صافي    | 1,393 كجم / 3,071 باوند | 66 W∕كجم / 24.9 باوند∕حصان      |
| ميني كوبر (بي إم دبليو)                                               | 81 كيلووات / 108 حصان صافي    | 1,185 كجم / 2,612 باوند | 68 وات/كجم / 24 حصان/باوند      |
| تويوتا بريوس 1.8 لتر2010                                              | 100 كيلووات / 134 حصان صافي   | 1,380 كجم / 3,042 باوند | 72 وات/كجم / 23 حصان/باوند      |
| فورد فوكوس 2.0 زيتك هاتش 2009                                         | 100 كيلووات / 134 حصان صافي   | 1,370 كجم / 3,020 باوند | 73 وات/كجم / 23 حصان/باوند      |
| جنرال موتورز سيارة كهربائية 1998                                      | 102.2 كيلووات / 137 حصان صافي | 1,400 كجم / 3,086 باوند | 73 وات/كجم / 23 حصان/باوند      |
| تويوتا فنزا I4 2.7 L دفع أمامي 2009                                   | 136 كيلووات / 182 حصان صافي   | 1,706 كجم / 3,760 باوند | 80 وات/كجم / 20.7 حصان/باوند    |
| فورد فوكوس 2.0 L Zetec S 5dr Hatch 2009                               | 107 كيلووات / 143 حصان صافي   | 1,327 كجم / 2,926 باوند | 81 وات/كجم / 20 حصان/باوند      |
| فيات جراند 1.6 لتر 2005                                               | 88 كيلووات / 118 حصان صافي    | 1,075 كجم / 2,370 باوند | 82 وات/كجم / 20 حصان/باوند      |
| ميني كوبر 1275GT 1969                                                 | 57 كيلووات / 76 حصان صافي     | 686 كجم / 1,512 باوند   | 83 وات/كجم / 20 حصان/باوند      |
| أوبل/فوكسهول (لندن)/هولدن/شيفروليه أوبل آسترا 2.0 L CTDi 160 2010     | 118 كيلووات / 158 حصان صافي   | 1,393 كجم / 3,071 باوند | 85 W∕كجم / 19.4 باوند∕حصان      |
| فورد فوكوس 2.0 auto 2007                                              | 104.4 كيلووات / 140 حصان صافي | 1,198 كجم / 2,641 باوند | 87.1 وات/كجم / 19 حصان/باوند    |
| سوبارو ليجاسي 2.0R 2005                                               | 121 كيلووات / 162 حصان صافي   | 1,370 كجم / 3,020 باوند | 88 وات/كجم / 19 حصان/باوند      |
| سوبارو ليجاسي2.5 اى 2008                                              | 130.5 كيلووات / 175 حصان صافي | 1,430 كجم / 3,153 باوند | 91 وات/كجم / 18 حصان/باوند      |
| سمارت فورتو 1.0 L Brabus 2009                                         | 72 كيلووات / 97 حصان صافي     | 780 كجم / 1,720 باوند   | 92 وات/كجم / 18 حصان/باوند      |
| تويوتا فنزا V6 3.5 L دفع خلفي 2009                                    | 200 كيلووات / 268 حصان صافي   | 1,835 كجم / 4,045 باوند | 109 وات/كجم / 15 حصان/باوند     |
| تويوتا فنزا I4 2.7 L دفع أمامي 2009 with لوتس (سيارات) mass reduction | 136 كيلووات / 182 حصان صافي   | 1,210 كجم / 2,667 باوند | 112.2 وات/كجم / 14.7 حصان/باوند |
| تويوتا هايلوكس في 6، 4 لتر، 4X2 كابينة فردي                           | 175 كيلووات / 235 حصان صافي   | 1,555 كجم / 3,428 باوند | 112.5 وات/كجم / 14.6 حصان/باوند |
| تويوتا فنزا V6 3.5 L دفع أمامي 2009                                   | 200 كيلووات / 268 حصان صافي   | 1,755 كجم / 3,870 باوند | 114 وات/كجم / 14.4 حصان/باوند   |

#### مركبات رياضية وطائرات
| المركبة                                                                    | القدرة                           | وزن المركبة               | نسبة القدرة / الوزن             |
| -------------------------------------------------------------------------- | -------------------------------- | ------------------------- | ------------------------------- |
| لوتس إليز إس سي 2008                                                       | 163 كيلووات / 218 حصان صافي      | 910 كجم / 2006 باوند      | 179 وات/كجم / 9.20 حصان/باوند   |
| فيراري تيستاروسا 1984                                                      | 291 كيلووات / 390 حصان صافي      | 1506 كجم / 3320 باوند     | 193 وات/كجم / 8.51 حصان/باوند   |
| سيترون دي إس 3 2011                                                        | 235 كيلووات / 315 حصان صافي      | 1200 كجم / 2,645.5 باوند  | 196 وات/كجم / 8.40 حصان/باوند   |
| أرتيجا جي تي                                                               | 220 كيلووات / 300 حصان صافي      | 1100 كجم / 2425 باوند     | 200 وات/كجم / 8.08 حصان/باوند   |
| لوتس إكسيج جي تي 3 2006                                                    | 202.1 كيلووات / 271 حصان صافي    | 980 كجم / 2160 باوند      | 206 وات/كجم / 7.97 حصان/باوند   |
| شيفروليه كورفيت سي6 2008                                                   | 321 كيلووات / 430 حصان صافي      | 1441 كجم / 3177 باوند     | 223 وات/كجم / 7.39 حصان/باوند   |
| نيسان جي تي - ار 3.6لتر تربو في 6                                          | 406 كيلووات / 545 حصان صافي      | 1779 كجم / 3922 باوند     | 228 وات/كجم / 7.20 حصان/باوند   |
| تيسلا طراز إس P85D 85 كيلووات ساعة                                         | 515 كيلووات / 691 حصان صافي      | 2239 كجم / 4936 باوند     | 230 وات/كجم / 7.14 حصان/باوند   |
| دودج 6.2 لتر محرك نصف كروي في 8                                            | 527 كيلووات / 707 حصان صافي      | 2075 كجم / 4575 باوند     | 254 وات/كجم / 6.47 حصان/باوند   |
| شيفروليه كورفيت سي6 زد 06                                                  | 376 كيلووات / 505 حصان صافي      | 1421 كجم / 3133 باوند     | 265 وات/كجم / 6.2 حصان/باوند    |
| بورش 997 2007                                                              | 390 كيلووات / 523 حصان صافي      | 1440 كجم / 3200 باوند     | 271 وات/كجم / 6.1 حصان/باوند    |
| لامبورغيني مورسيلاغو إل بي 670-4 إس في 2009                                | 493 كيلووات / 661 حصان صافي      | 1550 كجم / 3417 باوند     | 318 وات/كجم / 5.17 حصان/باوند   |
| مرسيدس بنز سي كوبيه دي تي إم2012                                           | 343 كيلووات / 460 حصان صافي      | 1110 كجم / 2,447 باوند    | 309 وات/كجم / 5.32 حصان/باوند   |
| دراكان سبايدر                                                              | 321 كيلووات / 430 حصان صافي      | 907 كجم / 2000 باوند      | 354 وات/كجم / 4.65 حصان/باوند   |
| مكلارين إف 1 جي تي 1997                                                    | 467.6 كيلووات / 627 حصان صافي    | 1220 كجم / 2690 باوند     | 403 وات/كجم / 4.3 حصان/باوند    |
| باك مونو 2011                                                              | 213 كيلووات / 285 حصان صافي      | 540 كجم / 1190 باوند      | 394 وات/كجم / 4.18 حصان/باوند   |
| بورش 918                                                                   | 661 كيلووات / 887 حصان صافي      | 1656 كجم / 3650 باوند     | 399 وات/كجم / 4.16 حصان/باوند   |
| 1985 لانسيا دلتا إس 4                                                      | 350 كيلووات / 480 حصان صافي      | 890 كجم / 1,962 باوند     | 393 وات/كجم / 4.08 حصان/باوند   |
| اريل اتوم 3 إس 2014                                                        | 272 كيلووات / 365 حصان صافي      | 639 كجم / 1400 باوند      | 426 وات/كجم / 3.84 حصان/باوند   |
| بومباردييه إيروسبيس بومباردييه داش 8 كيو 400 محرك مروحة عنفية لطائرة رحلات | 7,562 كيلووات / 10,142 حصان صافي | 17,185 كجم / 37,888 باوند | 440 وات/كجم / 3.7 حصان/باوند    |
| لافيراري                                                                   | 708 كيلووات / 950 حصان صافي      | 1585 كجم / 3495 باوند     | 447 وات/كجم / 3.68 حصان/باوند   |
| مكلارين بي 1 2013                                                          | 673 كيلووات / 903 حصان صافي      | 1490 كجم / 3280 باوند     | 452 وات/كجم / 3.63 حصان/باوند   |
| سوبرمارين سبتفاير طائرة مقاتلة 1936                                        | 1,096 كيلووات / 1,470 حصان صافي  | 2,309 كجم / 5,090 باوند   | 475 وات/كجم / 3.46 حصان/باوند   |
| مسرشميت بي اف 109 طائرة مقاتلة 1935                                        | 1,085 كيلووات / 1,455 حصان صافي  | 2,247 كجم / 4,954 باوند   | 483 وات/كجم / 3.40 حصان/باوند   |
| فيراري إف اكس اكس 2005                                                     | 597 كيلووات / 801 حصان صافي      | 1155 كجم / 2546 باوند     | 517 وات/كجم / 3.18 حصان/باوند   |
| 2006 أودي آر 10                                                            | 485 كيلووات / 650 حصان صافي      | 925 كجم / 2,039 باوند     | 524 وات/كجم / 3.13 حصان/باوند   |
| جى تى آر 720 2006                                                          | 536.9 كيلووات / 720 حصان صافي    | 920 كجم / 2183 باوند      | 583 وات/كجم / 3.03 حصان/باوند   |
| هوندا سي بي أر 2009                                                        | 133 كيلووات / 178 حصان صافي      | 199 كجم / 439 باوند       | 668 وات/كجم / 2.46 حصان/باوند   |
| اريل اتوم 500 في 8 2011                                                    | 372 كيلووات / 500 حصان صافي      | 550 كجم / 1212 باوند      | 676.3 وات/كجم / 2.47 حصان/باوند |
| 2009 بي ام دبليو اس 1000                                                   | 144 كيلووات / 193 حصان صافي      | 207.7 كجم / 458 باوند     | 693.3 وات/كجم / 2.37 حصان/باوند |
| بيجو 208 2013                                                              | 652 كيلووات / 875 حصان صافي      | 875 كجم / 1930 باوند      | 745 وات/كجم / 2.21 حصان/باوند   |
| كوينكسك أكيرا 2015                                                         | 1000 كيلووات / 1341 حصان صافي    | 1310 كجم / 2888 باوند     | 763 وات/كجم / 2.15 حصان/باوند   |
| 1990 نيسان ار 90 سي                                                        | 746 كيلووات / 1000 حصان صافي     | 900 كجم / 1984 باوند      | 829 وات/كجم / 1.98 حصان/باوند   |
| دوكاتي 1199 بينغيل آر (بطولة العالم للسوبربايك) 2012                       | 151 كيلووات / 202 حصان صافي      | 165 كجم / 364 باوند       | 915 وات/كجم / 1.80 حصان/باوند   |
| إم تي تي توربين سوبربايك                                                   | 213.3 كيلووات / 286 حصان صافي    | 227 كجم / 500 باوند       | 940 وات/كجم / 1.75 حصان/باوند   |
| فايرس 987 سي 3 4 في في 2010                                                | 157.3 كيلووات / 211 حصان صافي    | 158 كجم / 348.3 باوند     | 996 وات/كجم / 1.65 حصان/باوند   |
| كوازاكي دراجة نارية 2015                                                   | 223 كيلووات / 300 حصان صافي      | 216 كجم / 476 باوند       | 1032 وات/كجم / 1.43 حصان/باوند  |
| بي إم دبليو إف دبليو27 فورمولا 1 2005                                      | 690 كيلووات / 925 حصان صافي      | 600 كجم / 1323 باوند      | 1150 وات/كجم / 1.58 حصان/باوند  |
| 2004-6 هوندا ار سي 2                                                       | 176.73 كيلووات / 237 حصان صافي   | 148 كجم / 326 باوند       | 1194 وات/كجم / 1.37 حصان/باوند  |

## روابط خارجية
- Measurespeed.com - Power to Weight Ratio Calculator